# Stipo Barišić
Stipo Barišić (Komarica kod Dervente, 1918. – Doboj, 6. srpnja 1944.), prozni pisac i pjesnik.
Osnovnu školu završio je u rodnom mjestu, gimnaziju u Visokom, a teologiju u Sarajevu. Poginuo prilikom napada partizanskih ratnih zrakoplova na brzi vlak, kojim je putovao, nedaleko Žepča.
Djela: 
- "Pjesme Stipe Barišića" (1976.),
- "Tiha molitva" (pjesme i proza, 1996.).